# Diocesi (impero romano)
La diocesi (in latino dioecesis, dal greco διοίκησις, cioè "amministrazione") era una divisione amministrativa del tardo impero romano, al cui interno erano raggruppate diverse province. La diocesi era subordinata ad una prefettura del pretorio, che costituiva la massima divisione amministrativa dell'impero. La diocesi, perciò, era ad un livello intermedio fra le province e le suddette prefetture.
L'uso più antico della parola "diocesi" come unità amministrativa si trova nel mondo greco orientale, applicato a tre distretti: Cibyra, Apamea e Synnada. Quest'ultima è stata aggiunta alla provincia di Cilicia nel periodo di Cicerone. Questi accenna al fatto nelle sue lettere familiari (EB 1911). La parola, equivalente ad un distretto di raccolta delle tasse, fu applicata poi al territorio in sé.

## Storia

### Evoluzione territoriale e organizzativa

#### Età tetrarchica (286-305)

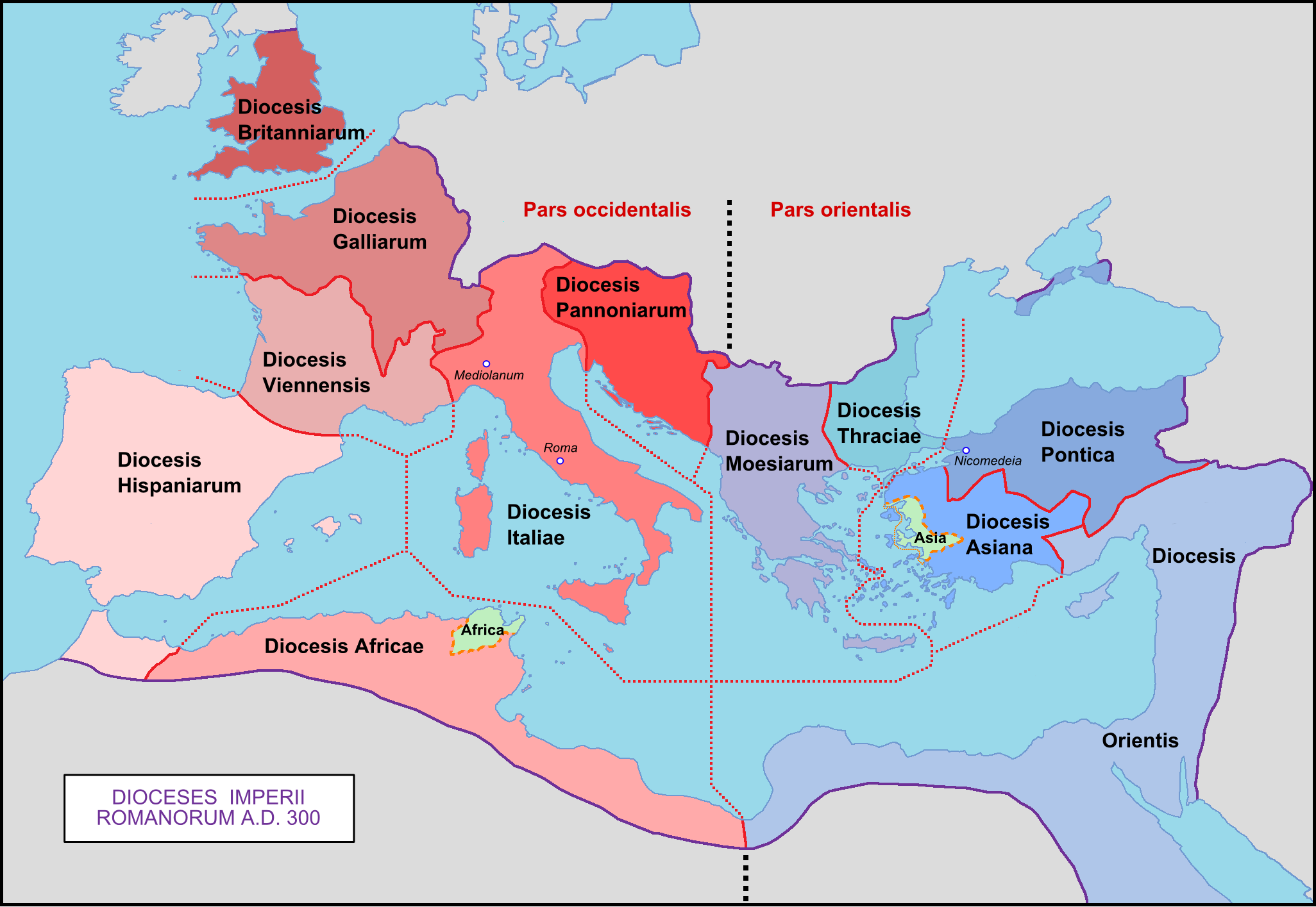
La divisione amministrativa dell'impero in prefetture e diocesi a seguito della prima riorganizzazione tetrarchica.

Nella riorganizzazione dell'impero iniziata con la tetrarchia e portata a termine da Costantino I, l'impero venne diviso in dodici diocesi (al posto delle vecchie province augustee), di cui la più grande, Oriente, includeva sedici province. Le altre erano le prefetture dell'Italia, della Gallia e dell'Illirico, che corrispondevano alla divisione dell'impero in zone di influenza della tetrarchia.
Ogni diocesi era governata da un agens vices praefectorum praetorio o semplicemente vicario (vicarius), sottoposto al prefetto del pretorio (alcune diocesi, peraltro, potevano essere governate direttamente dal prefetto del pretorio). Il vicario controllava i governatori delle province (variamente denominati: consulares, correctores, praesides) e giudicava in appello le cause già decise in primo grado dai medesimi (le parti potevano scegliere se appellarsi al vicario o al prefetto del pretorio). Si sottraevano dalla giurisdizione del vicario le province governate da proconsoli e le città di Roma e di Costantinopoli, governate da un praefectus urbi. I vicari non avevano poteri militari, infatti le truppe stanziate nella diocesi erano sotto il comando di un comes rei militaris, che dipendeva direttamente dal magister militum e aveva alle sue dipendenze i duces ai quali era affidato il comando militare nelle singole province. 
Molti studiosi moderni attribuiscono l'istituzione delle diocesi a Diocleziano datandola a non più tardi del 298. Un passo di Lattanzio (ostile nei confronti dell'imperatore a causa della persecuzione dei cristiani), in effetti, attesta l'esistenza all'epoca dioclezianea di vicarii praefectorum:
(Lattanzio, De mortibus persecutorum, VII,4.)
Nonostante Lattanzio citi in questo passo i vicarii praefectorum come attivi già in età dioclezianea, alcuni studiosi moderni hanno obiettato che il passo non prova che essi fossero già titolari di diocesi con una giurisdizione territoriale ben definita o stabile. Le fonti coeve di età dioclezianea attestano un Aurelio Agricolano agens vices praefectorum praetorio attivo in Spagna, che nel 298 condannò un centurione di nome Marcello alla decapitazione in quanto cristiano, e un certo Emiliano Rusticiano, considerato da alcuni studiosi il primo vicario della diocesi d'Oriente di cui si ha notizia. Lattanzio cita inoltre un certo Sossiano Ierocle come "ex vicario" attivo in Oriente in età dioclezianea. Inoltre Settimio Valenzione è attestato come agens vices praefectorum praetorio di Roma tra il 293 e il 296. Tuttavia, queste fonti non provano che questi vicarii o agentes vices fossero già titolari di diocesi con una giurisdizione territoriale ben definita o stabile. In particolare Settimio Valenzione era certamente il comandante della guardia pretoriana durante i periodi di assenza del prefetto del pretorio dall'Urbe, ma non ancora il vicario civile dell'Italia Suburbicaria. Secondo Zuckerman, la costituzione delle diocesi sarebbe da datare intorno al 313-314, in seguito all'annessione dell'Armenia all'Impero romano e l'incontro di Milano tra gli Augusti Costantino e Licinio. La questione è comunque controversa. 
Qui sotto trovi la prima riorganizzazione voluta da Diocleziano con la tetrarchia, divisa in 12 diocesi, di cui 6 in Occidente e 6 in Oriente.
| Tetrarchi                              | Diocesi                 | Province (durante la Tetrarchia di Diocleziano) |
| -------------------------------------- | ----------------------- | --- |
| Oriente                                |                         | |
| Augusto d'Oriente (capitale Nicomedia) | Diocesi Pontica         | Bitinia, Galatia, Paflagonia, Cappadocia, Diospontus, Pontus Polemoniacus, Armenia Minor |
| Augusto d'Oriente (capitale Nicomedia) | Diocesi Asiana          | Hellespontus, Asia, Caria, Panfilia, Licia, Lidia, Pisidia, Phrygia I, Phrygia I, Insulae. |
| Augusto d'Oriente (capitale Nicomedia) | Diocesi d'Oriente       | Isauria, Cilicia, Cipro, Augusta Euphratensis, Siria Coele, Osroene, Mesopotamia, Fenicia, Augusta libanese, Palestina, Arabia, Aegyptus Herculia, Aegyptus Iovia, Tebaide, Libia superiore, Libia inferiore. |
| Cesare d'Oriente (capitale Sirmio)     | Diocesi delle Pannonie  | Noricum ripariense, Noricum mediterraneo, Dalmazia, Pannonia superiore, Pannonia inferiore, Savense, Valeria.                                                                                                 |
| Cesare d'Oriente (capitale Sirmio)     | Diocesi delle Mesie     | Moesia Superior Margensis, Praevalitana, Dardania, Dacia, Epirus vetus, Epirus nova, Macedonia, Thessalia, Acaia, Creta.                                                                                      |
| Cesare d'Oriente (capitale Sirmio)     | Diocesi della Tracia    | Europa, Tracia, Haemimontus, Rodope, Mesia Inferiore, Scythia. |
| Occidente                              |                         | |
| Augusto d'Occidente (capitale Milano)  | Diocesi Italiciana      | Campania, Apulia et Calabria, Lucania et Bruttii, Flaminia et Picenum, Tuscia et Umbria, Liguria et Aemilia, Venetia et Histria, Sicilia, Sardegna, Corsica, Alpes Cottiae, Raetia.                           |
| Augusto d'Occidente (capitale Milano)  | Diocesi d'Africa        | Africa proconsulare zeugitana, Byzacena, Mauretania Sitifensis, Mauretania Caesariensis, Numidia miliziana, Numidia cirtense, Tripolitania.                                                                   |
| Cesare d'Occidente (capitale Treviri)  | Diocesi delle Britannie | Maxima Caesariensis, Britannia I, Britannia II, Flavia Caesariensis. |
| Cesare d'Occidente (capitale Treviri)  | Diocesi delle Gallie    | Lugdunensis I, Lugdunensis II, Belgica I, Belgica II, Germania I, Germania II, Alpes Poeninae et Graiae, Sequania.                                                                                            |
| Cesare d'Occidente (capitale Treviri)  | Diocesi di Vienne       | Viennense, Alpes Maritimae, Aquitanica I, Aquitanica II, Novempopulana, Narbonensis I, Narbonensis II. |
| Cesare d'Occidente (capitale Treviri)  | Diocesi delle Spagne    | Betica, Cartaginense, Tarraconense, Galizia, Lusitania, Mauretania Tingitana. |

#### Età costantiniana/teodosiana (324-395)

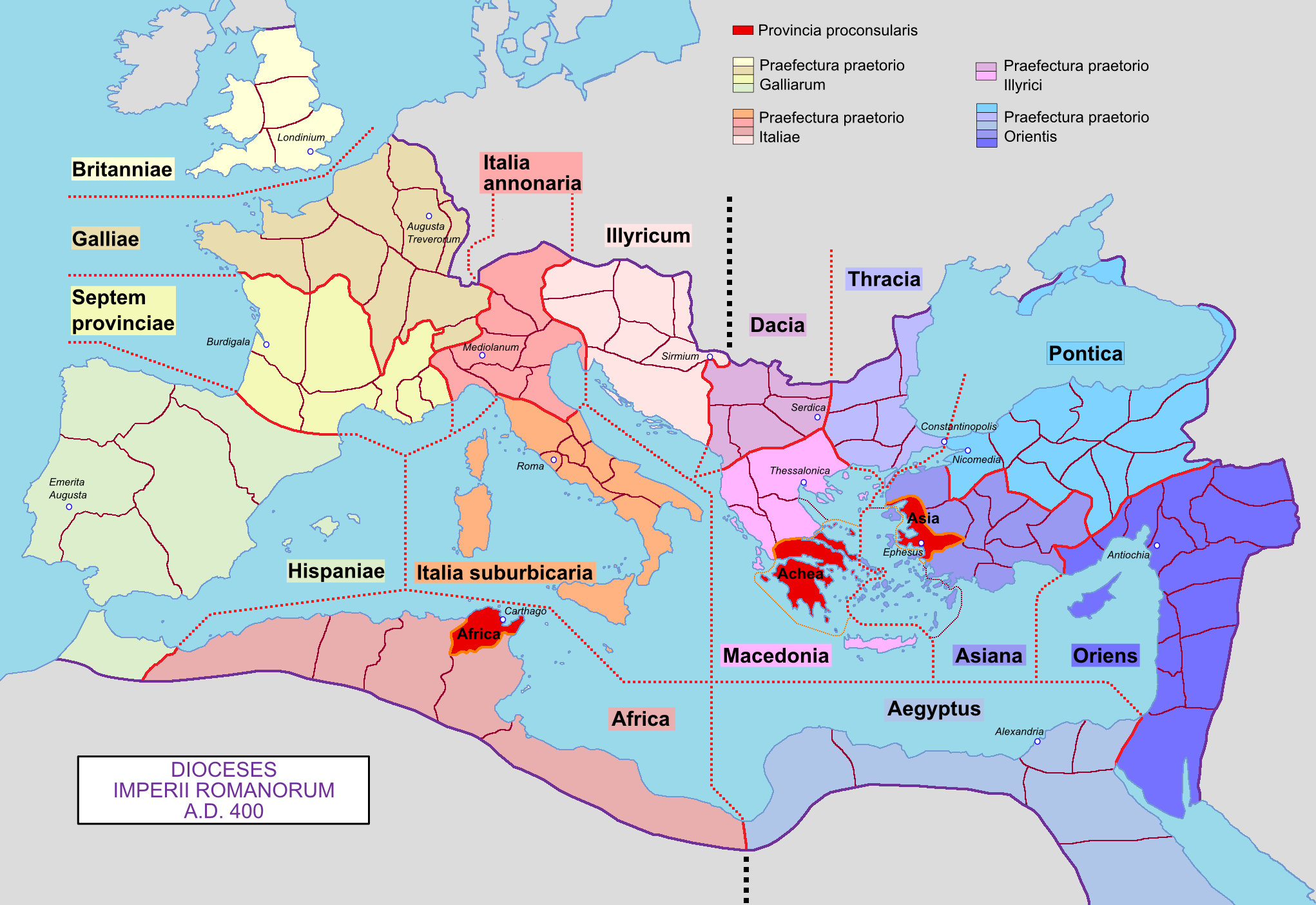
La divisione amministrativa dell'impero in prefetture e diocesi. La cartina, che riproduce la situazione alla fine del IV secolo d.C., mostra la parte occidentale dell'Illirico unita all'Italia, divisione che avvenne solo nel 395 d.C. Al tempo della tetrarchia, l'Illirico non era diviso.

I successori di Diocleziano mantennero la riforma dioclezianea perfezionandola ulteriormente. L'Imperatore Costantino I (306-337) suddivise la diocesi di Mesia nelle diocesi di Dacia e Macedonia. Per quanto riguarda l'Italia, fu probabilmente Costantino, intorno al 312, a trasformare il cosiddetto agens vices prefectorum praetorio di Roma, dall'età severiana il comandante delle truppe di stanza nell'Urbe in caso di assenza del prefetto del pretorio dalla Città Eterna, nel vicario civile dell'Italia Suburbicaria (l'Italia a sud degli Appennini con l'aggiunta di Sicilia, Sardegna e Corsica), nell'ambito della smilitarizzazione dell'antica Capitale avviata immediatamente dopo la sconfitta di Massenzio. Sotto Costantino la diocesi d'Italia fu così suddivisa nei due vicariati di Italia Suburbicaria e Italia Annonaria, sotto l'amministrazione rispettivamente del vicarius urbis Romae e del vicarius Italiae. Si noti che Italia Annonaria e Italia Suburbicaria de jure non erano diocesi (pur essendolo de facto), ma vicariati facenti parte della diocesi italiciana, come confermano Laterculus Veronensis e Notitia Dignitatum, che elencano tra le diocesi quella italiciana ma non quelle dell'Italia Annonaria e dell'Italia Suburbicaria. La diocesi italiciana divenne così l'unica diocesi ad avere non uno ma ben due vicarii. Negli ultimi anni di Costantino la suddivisione dell'Impero in prefetture del pretorio cominciò a diventare permanente e indipendente dal numero di co-imperatori (fino ad allora vi era stato un prefetto del pretorio per ogni Augusto o Cesare). La diocesi di Moesia fu divisa (tra Dacia e Macedonia) nell'anno 327. Sotto l'Imperatore Valente (364-378) fu creata la diocesi di Egitto, che fino a quel momento aveva fatto parte della diocesi di Oriente. La Notitia Dignitatum attesta che a un certo punto la diocesi delle Gallie fu soppressa e accorpata a quella delle Septem Provinciae.
Secondo la Notitia Dignitatum, le diocesi di Dacia e Illirico non avevano un vicario ma erano gestite direttamente dal prefetto del pretorio; secondo Jones, infatti, la diocesi in cui il prefetto del pretorio regionale aveva sede ricadeva sotto il suo diretto controllo, fatta eccezione per la diocesi di Tracia, amministrata da un vicarius Thraciarum nonostante il prefetto del pretorio d'Oriente avesse sede nella medesima diocesi. Probabilmente anche la diocesi delle Gallie, prima della sua soppressione e accorpamento agli inizi del V secolo con quella delle Septem Provinciae, era amministrata direttamente dal prefetto del pretorio delle Gallie avente sede a Treviri. Nelle diocesi non amministrate direttamente dal prefetto del pretorio, la massima autorità civile prendeva il nome di vicarius, fatta eccezione per l'Oriente, governata da un comes Orientis, e per l'Egitto, governata da un Prefetto Augusteo.
Fra IV e il VI secolo, siccome la vecchia struttura amministrativa romana cominciava a sbriciolarsi, le funzioni dei vescovi nell'impero cristianizzato si espansero per riempire il vuoto. L'aristocrazia senatoriale romana, specialmente nelle province, rimase una fonte di autorità locale. In quell'epoca, tuttavia, era spesso conferita all'ufficio spirituale dei vescovi.
Non sorprende, quindi, nel momento in cui la chiesa cattolica e poi le chiese orientali cominciarono a definire la loro struttura amministrativa, che esse abbiano usato la vecchia terminologia romana per descrivere le unità amministrative e la relativa gerarchia. L'autorità ecclesiastica e quella secolare erano quindi confuse l'una nell'altra. Nell'impero bizantino questa confusione iniziale diventò dottrina ufficiale (si veda Cesaropapismo).
La nuova organizzazione comprese ora 13 diocesi, di cui 6 in Occidente e 7 in Oriente.
| Prefetture del Pretorio               | Diocesi                          | Province (all'epoca di Teodosio I) |
| ------------------------------------- | -------------------------------- | --- |
| Oriente                               |                                  | |
| Prefettura del pretorio d'Oriente     | Diocesi d'Egitto                 | Aegyptus, Augustamnica, Arcadia d'Egitto, Thebais, Libia superiore, Libia inferiore. |
| Prefettura del pretorio d'Oriente     | Diocesi d'Oriente                | Cilicia I, Cilicia II, Isauria, Cipro, Siria, Siria Salutare, Siria Eufratense, Osroene, Mesopotamia, Fenicia, Fenicia Libanese, Palestina I, Palestina II, Palestina Salutare, Arabia.                                                                                   |
| Prefettura del pretorio d'Oriente     | Diocesi del Ponto                | Bitinia, Galatia I, Galatia II Salutaris, Paflagonia, Honorias, Cappadocia I, Cappadocia II, Helenopontus, Pontus Polemoniacus, Armenia I, Armenia II. |
| Prefettura del pretorio d'Oriente     | Diocesi d'Asia                   | Asia, Hellespontus, Panfilia, Caria, Lidia, Lycia, Lycaonia, Pisidia, Phrygia Pacatiana, Phrygia Salutaris, Insulae. |
| Prefettura del pretorio d'Oriente     | Diocesi di Tracia                | Europa, Tracia, Haemimontus, Rodope, Mesia II, Scythia. |
| Prefettura del pretorio dell'Illirico | Diocesi di Dacia                 | Dacia mediterranea, Moesia I, Praevalitana, Dardania, Dacia ripensis. |
| Prefettura del pretorio dell'Illirico | Diocesi di Macedonia             | Macedonia I, Macedonia II Salutaris, Thessalia, Epirus vetus, Epirus nova, Acaia, Creta. |
| Occidente                             |                                  | |
| Prefettura del pretorio d'Italia      | Diocesi dell'Italia Annonaria    | Venetia et Histria, Alpi Cozie, Liguria, Aemilia, Flaminia et Picenum Annonarium, Raetia I, Raetia II, |
| Prefettura del pretorio d'Italia      | Diocesi dell'Italia Suburbicaria | Campania, Tuscia et Umbria, Picenum Suburbicarium, Apulia et Calabria, Bruttii et Lucania, Samnium, Valeria, Sicilia, Sardegna, Corsica |
| Prefettura del pretorio d'Italia      | Diocesi dell'Illirico            | Dalmazia, Noricum mediterraneum, Noricum ripense, Pannonia I, Pannonia II, Savia, Valeria ripensis |
| Prefettura del pretorio d'Italia      | Diocesi d'Africa                 | Africa proconsularis, Byzacena, Mauretania Sitifensis, Mauretania Caesariensis, Numidia, Tripolitania. |
| Prefettura del pretorio delle Gallie  | Septem Provinciae                | Lugdunensis I, Lugdunensis II, Lugdunensis III, Lugdunensis IV Senonia, Belgica I, Belgica II, Germania I, Germania II, Alpes Poeninae et Graiae, Maxima Sequanorum, Viennense, Alpes Maritimae, Aquitania I, Aquitania II, Novempopulana, Narbonensis I, Narbonensis II. |
| Prefettura del pretorio delle Gallie  | Diocesi di Spagna                | Betica, Baleari, Cartaginense, Tarraconense, Galizia, Lusitania, Mauretania Tingitana. |
| Prefettura del pretorio delle Gallie  | Diocesi di Britannia             | Maxima Caesariensis, Britannia I, Britannia II, Flavia Caesariensis, Valentia |

#### Riorganizzazioni successive e abolizione graduale delle diocesi
I successori di Teodosio apportarono pochi cambiamenti alla suddivisione in province dell'Impero. Essenzialmente alcune province furono ulteriormente suddivise. Per esempio Teodosio II (408-450) suddivise in due le province di Epiro, Galazia, Palestina e Tebaide. All'inizio del VI secolo anche la provincia di Egitto fu suddivisa in due. Soltanto con Giustiniano si ebbe una lieve inversione di tendenza, con la fusione di alcune province tra di loro. Nel frattempo, verso la fine del V secolo, le diocesi di gran parte della pars occidentis furono abolite in seguito alla fondazione dei regni romano-barbarici. Non risulta che Franchi e Burgundi avessero mantenuto il sistema provinciale romano, mentre Visigoti e Vandali mantennero le province (governate da rectores o iudices) ma non diocesi e prefetture. Soltanto in Italia Odoacre e, successivamente, i re Ostrogoti (in primis Teodorico il Grande) conservarono integralmente il sistema provinciale romano mantenendo la prefettura del pretorio d'Italia e i due vicariati dell'Italia Annonaria e Suburbicaria, nonché le diverse province in cui era stata suddivisa l'Italia. Quando Teodorico conquistò la Provenza, nel 508, ricostituì anche una diocesi delle Gallie, promossa due anni dopo al rango di prefettura, con capitale Arelate. La prefettura del pretorio delle Gallie venne abolita nel 536, sotto il regno di Vitige, in seguito alla cessione della Provenza ai Franchi. Il motivo per cui Odoacre e, successivamente, Teodorico mantennero integralmente il sistema provinciale romano era che essi erano ufficialmente viceré dell'Imperatore "romano" di Costantinopoli, per cui l'Italia continuava nominalmente a far parte dell'Impero romano, anche se in maniera "indiretta". Le cariche civili (come quella di vicario, di prefetto del pretorio, di praeses) continuavano ad essere rivestite da cittadini romani, mentre i Barbari privi di cittadinanza ne erano esclusi. Secondo Cassiodoro, tuttavia, l'autorità del vicarius urbis Romae fu diminuita: nel VI secolo non controllava più le dieci province dell'Italia Suburbicaria ma solo i territori compresi entro un raggio di quaranta miglia dall'Urbe.

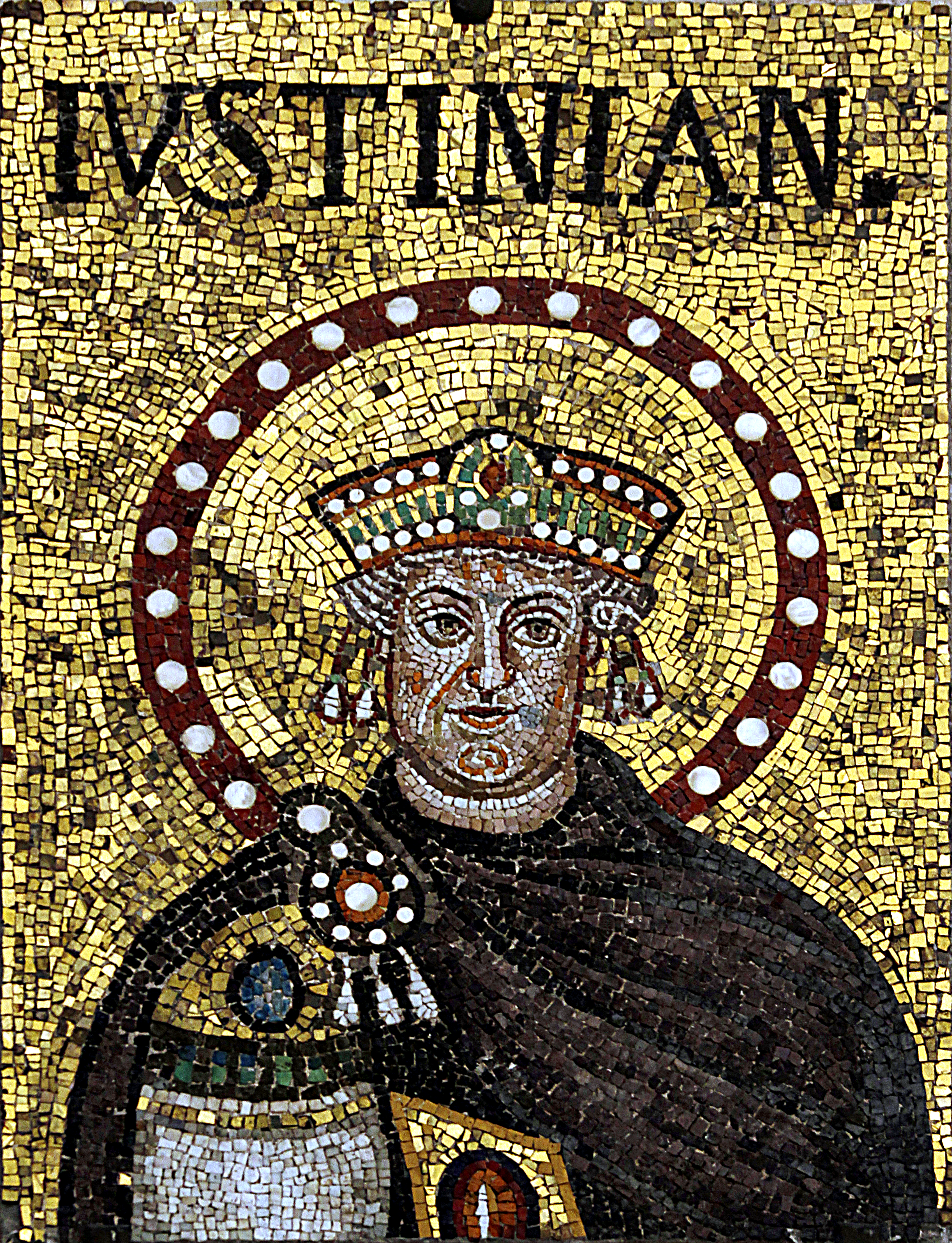
Mosaico della Basilica di Sant'Apollinare Nuovo raffigurante Giustiniano I.

In Oriente, si segnala la creazione in Tracia di un vicariato delle Lunghe Mura per mano dell'Imperatore Anastasio I Dicoro (491-518). Sotto l'Imperatore Giustiniano I (527-565), intorno al 535-536, si ebbe la decisione di abolire tutte le diocesi della prefettura del pretorio d'Oriente: furono abolite le diocesi di Oriente, Asia, Ponto, Tracia, delle Lunghe Mura ed Egitto, i cui vicarii furono per lo più degradati a semplici governatori provinciali. Per esempio il comes Orientis (il vicario dell'Oriente) divenne il governatore della Syria I, mentre i vicarii delle diocesi di Asia e Ponto divennero, con il titolo di Comes Iustinianus e con poteri sia civili che militari, governatori rispettivamente delle province di Frigia Pacatiana e di Galazia I. Nel maggio 535 Giustiniano abolì i due vicariati di Tracia e delle Lunghe Mura, giustificandolo con la motivazione di migliorare la difesa delle Lunghe Mura ponendo fine ai continui conflitti tra i due vicari, e affidò l'amministrazione della diocesi di Tracia a un praetor Iustinianus con poteri sia civili che militari. L'anno successivo, al fine di migliorare l'efficienza dell'approvvigionamento delle truppe poste a difesa della Tracia, fu istituita una nuova prefettura, la prefettura delle Isole, sotto il governo di un quaestor exercitus avente sede a Odesso: essa comprendeva le province di Mesia II, Scizia, Insulae (le Cicladi), Caria e Cipro. Nel 539 Giustiniano abolì anche la diocesi di Egitto, suddividendola in cinque circoscrizioni (gruppi di province) indipendenti tra loro, governate da duces con autorità sia civile che militare e dipendenti direttamente dal prefetto del pretorio d'Oriente: l'autorità dell'ex vicario d'Egitto (il cosiddetto prefetto augusteo, ribattezzato con la riforma giustinianea dux augustalis) venne così ristretta alle sole due province di Aegyptus I ed Aegyptus II, anche se in compenso fu dotato di poteri sia civili che militari. Essenzialmente le modifiche al sistema provinciale apportate da Giustiniano, motivate dalla necessità di porre fine ai conflitti tra autorità civile e militare, si discostarono dai principi di Diocleziano (che prevedevano la completa separazione di poteri civili e militari) e, secondo J.B. Bury, anticiparono la riforma dei temi. Inoltre, abolendo le diocesi, Giustiniano tentò di semplificare la burocrazia e allo stesso tempo risparmiare sul bilancio dello stato, prendendo atto che i vicarii erano diventati ormai superflui, dato che le loro corti di appello erano usate sempre meno frequentemente e che i governatori provinciali potevano essere controllati direttamente dal prefetto del pretorio mediante i cosiddetti tractatores.
Alcune delle decisioni di Giustiniano furono successivamente riviste. Infatti, tredici anni dopo le riforme del 535, nel 548, Giustiniano decise di ripristinare la diocesi del Ponto per gravi problemi interni, dotando il vicario del Ponto di poteri anche militari per poter contrastare più efficacemente i briganti che infestavano la regione. Sempre in quegli anni, al fine di tutelare l'ordine interno su cinque province della diocesi d'Asia infestate dai briganti (Licaonia, Pisidia, Lidia e le due Frigie), esse furono poste sotto la giurisdizione di uno biocolytes ("preventore della violenza"). Nel 553 la giurisdizione di tale funzionario fu ridotta alle sole Licaonia e Lidia, dato che le altre tre province erano state ormai pacificate. Inoltre la Novella 157 del 542, indirizzata al Comes Orientis, riguarda Osroene e Mesopotamia, suggerendo che a quell'epoca la giurisdizione del Comes Orientis fosse stata estesa almeno sulla parte settentrionale della diocesi d'Oriente. Inoltre, a giudicare dal fatto che un vicarius di Tracia è nuovamente attestato nel 576, anche la diocesi di Tracia fu successivamente ripristinata, forse dallo stesso Giustiniano.
Quando Africa e Italia vennero riconquistate, Giustiniano costituì la prefettura del pretorio d'Africa, mentre la prefettura del pretorio d'Italia ritornò in mano imperiale dopo averla strappata ai Goti. L'insieme dei territori africani dell'Impero, che nel IV e nel V secolo costituivano la diocesi d'Africa sotto la giurisdizione del prefetto del pretorio d'Italia, fu così promosso al rango di prefettura. La prefettura d'Africa non era ulteriormente suddivisa in diocesi. È dubbio se la prefettura del pretorio d'Italia fosse ancora suddivisa in due vicariati in epoca bizantina. Di certo l'autorità dei due vicarii italici era enormemente diminuita rispetto al V secolo.
I successori di Giustiniano continuarono la politica del loro predecessore nel concentrare potere civile e militare nelle mani di un'unica persona: Maurizio (582-602) trasformò le antiche Prefetture d'Italia ed Africa in Esarcati, posti sotto la giurisdizione di un esarca, che deteneva sia il potere civile sia quello militare. Le cariche civili (prefetto del pretorio, vicarii, iudices provinciae, ecc.) non scomparvero subito ma persero sempre maggiore importanza a scapito degli ufficiali militari (l'esarca e i suoi sottoposti), scomparendo definitivamente intorno alla metà del VII secolo. Dopo il 557, le fonti non attestano più la presenza di vicarii in Italia, ma nell'Epistolario gregoriano sono citati due agentes vices del prefetto del pretorio d'Italia, l'uno avente sede a Genova e l'altro a Roma. Si noti che agentes vices praefectorum praetorio è sinonimo di vicarii. Si può supporre che, dopo la conquista longobarda del 569, il vicario avente sede a Milano fosse fuggito a Genova. Di certo il cambiamento di denominazione da vicarii in agentes vices significò un'ulteriore perdita di potere per questi funzionari, non più considerati titolari di diocesi, bensì dei vice di un'autorità superiore (il prefetto del pretorio d'Italia). I due agentes vices italici non sono più attestati dalle fonti dopo la prima metà del VII secolo.
Nel VII secolo, a causa dell'istituzione dei primi themata (circoscrizioni militari governate da uno strategos con autorità sia civile che militare) e delle invasioni arabe e slave, la prefettura del pretorio d'Oriente e quella dell'Illirico scomparvero: l'ultima attestazione certa di un prefetto del pretorio d'Oriente si ha nel 629, mentre la prefettura del pretorio dell'Illirico continuò a sopravvivere fino alla fine del VII secolo, seppur senza alcun effettivo potere, dato che gran parte dei Balcani erano finiti sotto il giogo slavo (solo la zona intorno alla città di Tessalonica rimaneva in mano bizantina). Verso la fine del VII secolo il prefetto del pretorio dell'Illirico cambiò denominazione in prefetto di Tessalonica. Nello stesso periodo anche le diocesi di Dacia e Macedonia scomparvero definitivamente a causa della perdita della quasi totalità del loro territorio. Tuttavia, il Taktikon Uspenskij, redatto agli inizi del IX secolo, attesta l'esistenza ancora a quell'epoca di un prefetto del pretorio a Costantinopoli e di proconsoli (anthypatoi) dei themata, il che suggerisce che il prefetto del pretorio d'Oriente avesse continuato ad esistere fino almeno al IX secolo, seppur privato di molti dei suoi precedenti poteri e con funzioni prevalentemente giudiziarie. Si può supporre che, se le diocesi tra VI e VII secolo cessarono di funzionare dal punto di vista fiscale, esse furono sostituite da nuovi raggruppamenti di province sotto l'amministrazione giudiziaria di un anthypatos (proconsole) subordinato al prefetto del pretorio d'Oriente. Le province continuarono a esistere all'interno dei Temi fino alla seconda metà del IX secolo, quando venne abolita la carica di Proconsole del Tema.
Di seguito la suddivisione in diocesi e province all'epoca di Giustiniano (527-565), imperatore che abolì la quasi totalità delle diocesi in Oriente. 
| Prefetture del Pretorio                               | Diocesi             | Province (all'epoca di Giustiniano I) |
| ----------------------------------------------------- | ------------------- | --- |
| Prefettura del pretorio d'Africa (capitale Cartagine) | -                   | Tripolitania, Byzacena, Proconsularis, Numidia, Mauritania Sitifensis, Mauritania Caesarensis, Sardinia. |
| Prefettura del pretorio d'Italia (capitale Ravenna)   | Italia Annonaria    | Alpes Cottiae, Liguria, Venetia et Histria, Aemilia, Flaminia, Alpes Apenninae |
| Prefettura del pretorio d'Italia (capitale Ravenna)   | Italia Suburbicaria | Picenum, Tuscia, Valeria, Campania, Samnium, Apulia et Calabria, Lucania |
| Prefettura del pretorio dell'Illirico                 | Dacia               | Dacia mediterranea · Moesia I · Praevalitana · Dardania · Dacia ripensis |
| Prefettura del pretorio dell'Illirico                 | Macedonia           | Macedonia I · Macedonia II Salutaris · Thessalia · Epirus vetus · Epirus nova · Acaia · Creta |
| Prefettura del pretorio d'Oriente                     | Tracia              | Europa · Tracia · Haemimontus · Rhodope |
| Prefettura del pretorio d'Oriente                     | Asia*               | Asia · Hellespontus · Panfilia · Lydia · Lycia · Lycaonia (370) · Pisidia · Phrygia Pacatiana · Phrygia Salutaria                                                                                             |
| Prefettura del pretorio d'Oriente                     | Ponto*              | Bitinia · Galatia I* · Galatia II* · Honorias* · Cappadocia I* · Cappadocia II* · Helenopontus* · Armenia I* · Armenia II* · Armenia III (536) · Armenia IV (536)                                             |
| Prefettura del pretorio d'Oriente                     | Oriente             | Cilicia I · Cilicia II · Isauria · Siria I · Siria II · Siria Eufratense · Osroene · Mesopotamia · Fenicia I · Fenicia Libanese · Palestina I · Palestina II · Palestina III · Arabia · Theodorias (anni 530) |
| Prefettura del pretorio d'Oriente                     | Egitto              | Aegyptus I · Aegyptus II · Augustamnica I · Augustamnica II · Arcadia d'Egitto · Thebais Superior · Thebais Inferior · Libia superiore · Libia inferiore                                                      |
| Quaestura exercitus                                   | -                   | Mesia II, Scizia, Insulae (le Cicladi), Caria e Cipro |
| Altre province                                        | -                   | Spania (552) · Sicilia · Dalmatia. |

Legenda: * coinvolte (modifica dei confini/abolite/rinominate) dalla riorganizzazione amministrativa di Giustiniano del 534-536.